# Роволон
Роволо̀н (на италиански: Rovolon; на венециански: Rovołon, Ровоон) е малко градче и община в Северна Италия, провинция Падуа, регион Венето. Разположено е на 152 m надморска височина. Населението на общината е 4930 души (към 2015 г.).